# Asgaard
Asgaard fue un programa de concursos de TV Azteca, anteriormente transmitido todos los domingos a las 7:00 p.m. a partir de su estreno, el 27 de julio de 2008.
Debido a la cobertura de los Juegos Olímpicos de Beijing 2008, la emisión fue suspendida.
Tiempo después, el horario del show cambió, siendo emitido una hora antes (6:00 p.m.), y con repeticiones los sábados a las 9:00 a.m. y actualmente es emitido a las 9:00 p.m. por azteca 7 En Guatemala TV Azteca Guatemala y Estados Unidos Azteca America, esto se debe a la competencia por el rating del horario estelar entre El Show de los Sueños emitido por El Canal de las Estrellas y La Academia Última Generación.
El premio que brinda el programa son onzas de plata, recabadas en la competencia.
El programa posee una ambientación de notable influencia por la mitología nórdica y europea.
La producción no tuvo éxito, por lo que el proyecto se canceló después de pocos episodios.

## Estructura del programa

### Sinopsis
Siguiendo el argumento ficticio del sitio web:

Asgaard era un mundo de magia y fantasía, un mundo donde hadas, magos y faunos vivíamos en armonía. Pero un día las fuerzas malignas de Mork se apoderaron de nuestro mundo y ahora sólo la unión de dos seres de raza humana podrá derrotarlo...
Desde entonces los habitantes de Asgaard iniciaron una búsqueda para encontrar a los mejores guerreros, quienes tendrán que superar pruebas que van más allá de su imaginación... y así algún día esta tierra de dioses será salvada. Mientras tanto sólo nos queda esperar...
El tiempo se acaba y el momento de la batalla se acerca. Ven y visita el mundo de Asgaard.
Sinopsis oficial de Asgaard 

### Dinámica
En cada aventura los "guerreros" pondrán a prueba su fuerza y su determinación. Compiten dos equipos de dos integrantes cada uno, compitiendo en desafíos de valor, fuerza y habilidad, con un tiempo límite. 
De forma similar a un juego de mesa con casillas, los participantes utilizan unos brazaletes que unen para activar el reloj aleatorio, y así poder ir avanzando dentro del juego. Las casillas se dividen en dos tipos: 
- Las casillas azules: Presentadas por el vikingo Yrm, implican desafíos benevolentes para ellos.
- Las casillas rojas: Presentadas por Trasgo, consisten en retos con mayor dificultad o retos con castigo. En estas casillas pueden duplicar, triplicar o cuadruplicar la cantidad de onzas que tengan mediante un reloj, eso solo si consiguen aprobar el desafío, de lo contrario, tendrán que pagar lo apostado. En la primera final mensual todas las casillas eran rojas.
- Las casillas moradas: Estuvieron solo durante la segunda etapa… Si alguien cae en alguna casilla morada se le pondrá una tentación por Freya y tendrá que elegir.

Los tres respectivos equipos representan a Laoth, Kaoth y Fin dioses de la Luz (Sol), la Oscuridad (Luna) y el Hielo, que les darán protección durante su recolección de las onzas de plata.
El premio del equipo ganador que logre llegar a la casilla final, serán las mismas onzas que logre acumular, además de esto, obtiene la posibilidad de enfrentarse en la final. 
En la segunda temporada ya no son dos equipos sino cuatro los que juegan y ya no usan las casillas, cada equipo es de diferente nacionalidad pero siempre presente el de México.

### Primera Temporada
En la primera fase se sabe que mork, lleva mucho tiempo gorbernando asgaard y que galas está buscando a los humanos guerreros de la luna y del sol que podrán derrotarlo. finalmente, mork muere a causa de su báculo.
en la siguiente fase una villana llamada freya llega a asgaard a causar destrucción y desesperación una vez más en asgaard convenciendo a trasgo para que lo ayude por medio de engaños(diciéndole que lo amaba). posteriormente billy
y ve, amos de freya llegan a hacer de las suyas pero son derrotados por el polen de una planta.

### Segunda Temporada
No disponible

### Tercera Temporada
En esta fase Asgaard pasa por una serie de situaciones que ponen a prueba la unión y fuerza de la aldea entre ellas el lamentable fallecimiento del legendario Yrm (Quien en esta fase muere por conspiración de Sadi… Entre otras cosas resaltan los intentos de Trasgo por dominar Asgaard).
Aunque de una u otra forma falla al tratar de conseguirlo hasta que un día Trasgo crea un monstruo con el que cree que intimidara a Asgaard y así poder gobernar de una vez por todas, pero las cosas se salen de control cuando el monstruo empieza a actuar contra Trasgo.
Este último decide pedir ayuda a Enolo para que lo ayude a detenerlo pero su plan falla y descubren que la única forma de derrotarlo es con la ayuda de 3 cristales que obtienen con la ayuda de los guerreros quienes finalmente los consiguen y Laya, Enolo y Trasgo derrotan al monstruo.

### Especial de día de muertos
En este día ocurre un eclipse que vuelve monstruos a los habitantes de Asgaard y revive a los muertos mork, billy y ve, pero al acabar el eclipse los muertos regresan al inframundo. Esto ocurre entre la segunda y la tercera temporada.

### Personajes
- Cacaros: Los guerreros son humanos que deben ganar las onzas de plata ya que ellos no son afectados por su enorme poder. sus fuerzas vienen de la luna y del sol. aparentemente el programa ya olvidó ese concepto y ahora sus poderes son dependiendo el país de las personas. Aparecen en 3 temporadas.

- Galas, (interpretado por Luis Ibar) es un mago que ha iniciado la búsqueda de guerreros de raza humana para ayudar a que Asgaard sea liberado de la época de oscuridad en la que está sumido. Solo los humanos pueden manipular las onzas sin ser afectados por su enorme poder. posee una túnica roja y otra abajo amarilla. tiene orejas puntiagudas, cabello largo y barba negra. posee un báculo hecho de madera con dos extensiones horizontales curvas, parecido a la letra F. es el más sabio de los de Asgaard. desapareció después de la primera temporada. aparece en la primera temporada.

- Laya: (interpretada por Fran Meric) es la reina de las hadas y, preocupada por su mundo, decidió aliarse con Galas en la búsqueda de guerreros para que Asgaard no desaparezca. En la segunda fase necesita que los guerreros rescaten a sus hermanas "Hadas bebes". Es un hada rubia con alas y falda y escote rosa, aunque el color de sus alas, parecen cambiar según la estación, porque en esta temporada de frío, sus alas que eran rosas, se volvieron blancas. En el eclipse de día de muertos se volvió una vampiresa. Aparentemente fue Laya quien rompió la copa que mantenía al espectro de goldmir y la gente ya se está enterando gracias a Yoma. El espectro de göllnir se acerca y cuando está a punto de atacar junto con yoma, laya se interpone para evitar que yoma se deje seducir por el poder del espectro pero lamentablemente es atacada por este y desaparece. Laya fue encerrada en una celda de hielo por Göllnir y la única manera de liberarla es derrotando a Göllnir finalmente es liberada tras la primera contienda.  aparece en 4 temporadas

- Yrm: (interpretado por Hernán Mendoza) es un poderoso vikingo pelirrojo y con hacha con carácter fuerte pero amable. Él se encargará de hacer que los guerreros prueben su fuerza en retos que el pondrá y cuando galas ya no presentó las contiendas, lo hizo yrm. Este personaje cuenta casi siempre con la ayuda de Enolo aunque cuando las cosas salen mal se desquita con este. En el eclipse de día de muertos se volvió un payaso maldito. Yrm, tras la destrucción de la copa sagrada, se fue a las montañas para proteger las piezas de las copas que fueran encontradas. Cuando faltaba solo una pieza, regresa a Asgaard y encuentra la última pieza.aparece en 4 temporadas.pero en esta nueva temporada yrm muere por conspiración de sadi. Una aldeana amiga de yola le dijo que sadi había matado a yrm lla que el, estaba enamorado de una aldeana pero ella de otro que Yrm se lo había presentado, por eso, Sadi no quería perdonar a Yrm, Trasgo lo encontró y le dio la capucha. El día de la boda yrm no llegaba. una hermana de laya lo encontró y al llegar enolo y laya se dieron cuenta de que estaba muerto.

- Enolo: (interpretado por Marco Antonio Argueta) es un Fauno y un hábil guerrero, poco conocido entre los habitantes de Asgaard. Desde hace muchos años abandonó las tierras bajas para vivir completamente solo en las montañas Bieires. Su raza es de naturaleza guerrera, considerada una de las más fuertes, a pesar de esto no ha demostrado ningún tipo de fuerza bruta. Tiene cara similar a la de un chivo contando los cuernos. Además también posee patas de cabra. En el eclipse de día de muertos se volvió mitad lobo. Enolo se encargó de trabajo de Yrm, es decir; entrenar a los guerreros para derrotar al espectro de goldmir después de que este escapó de la copa. Enolo no podía creer que haya sido Laya la que destruyó la copa sagrada pues según el "Laya es la luz de Asgaard".  Finalmente se entera de que fue realmente yola quien destruyó la copa y se preocupó mucho por liberar a laya. en la tercera temporada y tras la muerte de yrm se tiene que engargar de las casillas azulez.

- Trasgo: (interpretado por Roberto Castañeda) se caracteriza por ser el más travieso del mundo de Asgaard, ya que se encargará de presentar las casillas rojas y les dará un toque de maldad a los retos que los guerreros tendrán que superar para así conseguir onzas. Su ayudante Sadi siempre lo acompaña Es un demonio con espirales rojos en las mejillas, ojos amarillos, cabello despeinado y ropa andrajosa.. Su frase característica es "No quiero" aunque siempre le trae problemas con sus jefes.  . Al ser derrotado Göllnir, decide no tener jefe y hacerse más poderoso que ellos haciendo una poción mágica combinando los restos de sus jefes y haciéndose más poderoso y cambiando de forma.)en la 2 temporada se muestra a un trasgo más independiente y menos sumuso en la 3 temporada utiliza varios objetos mágicos para apoderarse de asgaard pero siempre es derrotado y humillado. aparece en 3 temporadas.

- Sadi: (interpretado por Sadi Lenín) es ayudante de Trasgo de baja estatura [de hecho trasgo le hace constantes burlas por eso]y siempre viste una capucha de verdugo medieval y es algo regordete. Normalmente cuando los Guerreros pasan su reto Trasgo lo regaña diciéndole: "Sadi te dije hicieras el reto más difícil" fue el asesino de yrm. Aparece en 3 temporadas.

- Mork: (interpretada por Guadalupe Mora) Es el villano principal de la primera temporada. Mork sumergió a Asgaard en un mundo de oscuridad junto con su malvado lacayo, trasgo. mork es un demonio calvo con ropa morada, una capa negra, dedos ensangrentados y un báculo con un cráneo de chivo con los cuernos invertidos. Murió en la final de la primera fase cuando los guerreros usaron su propio báculo para lanzar electricidad y derrotarlo. revivió en un especial después de la segunda fase y antes de la tercera. la razón de su resurrección fue el eclipse del día de muertos y al regresar al inframundo se llevó consigo a un guerrero. Sus restos fueron usados para la poción de trasgo. Aparece en la primera temporada.

- Freya: (interpretada por Lucía Leyva) Es la tentación, una mujer reptil. Aparece al final del programa y hace que se tome una decisión difícil tentando a los guerreros a tomar malas, pero tentadoras elecciones. Su piel es verde con algunas escamas amarillas. Seduce a los hombres y es la nueva jefa en la segunda fase de Trasgo y Sadi. Sus maestros son Billy y Ve. Ella aparece cuando alguien cae en las últimas casillas las cuales son moradas. Aparentemente murió cuando Billy y Ve fueron destruidos. Revivió cuando el eclipse del día de muertos comenzó y se llevó consigo a unos guerreros cuando regresó al inframundo. Al revivir su piel era morada. aparece en la segunda temporada Sus restos fueron usados en la poción de trasgo.

- Billy: es el hermano de Ve. Aparece en la final de la segunda temporada. Es uno de los maestro de Freya. Posee una voz seca y más siniestra que la de su hermano. Quiere comerse a todos los aldeanos y no habla mucho, trata muy mal a Trasgo. Él y su hermano ve están unidos del torso. Billy tomo el lugar del brazo derecho de Ve y solo posee un brazo y la parte superior de la cintura. Es completamente esquelético y es el más repulsivo de los hermanos. Murió al ser rociado con polen de una planta especial (fue conspiración de Trasgo). Revivió en el eclipse de día de muertos junto con Ve. Al regresar al inframundo se llevó consigo a unos guerreros. Sus restos se usaron para la poción de trasgo. aparece en la segunda temporada.

- Ve: Es el hermano de Billy. trata muy mal a trasgo. Es el que más interactúa de los dos. Posee una ropa andrajosa y unas largas orejas, un ojo blanco enorme (al igual que billy). En vez de tener su brazo derecho tiene la parte superior del cuerpo de su hermano a excepción de su brazo. su voz parece tener eco. Murió al ser rociado con un polen de una planta especial (conspiración de trasgo). Es uno de los maestros de freya. Revivió en el eclipse del día de muertos junto con su hermano billy. Al regresar al inframundo se llevó consigo a unos guerreros. Sus restos se usaron para la poción de Trasgo. aparece en la segunda temporada.

- Uller: Es un Yeti que recibió la inmortalidad como recompensa de haber derrotado a la Nada, la cual estaba encerrada en una copa en las cumbres de las montañas. Desde ahí, es el Dios de las nieves, y quien les encomienda misiones relacionadas con hielo a los guerreros. Le gusta jugar a "Congelados y Descongelados" un juego en donde todos dejan de moverse cuando dice: Congelados. Y que al decir: Descongelados, se pueden mover de nuevo. Descubrió que fue Laya quien destruyó la copa y fue Yoma quien se lo dijo. Luego Se Esforzó por liberar a Laya, cosa que logró y gracias a ella se enteró que en realidad, fue yola quien rompió la copa de Asggard. Al juntar los pedazos de la copa y encerrar a Göllnir, Le dio un fuerte abrazo de gratitud a Yrm y se retiró a su montaña a cuidar la copa de nuevo. aparece en la tercera temporada.

- Yola:: Una enana que apareció tras la muerte de Billy y Ve, esta usa una boina blanca y vestido café con negro. Siempre se muestra sarcástica, chocando los dedos mientras hace muecas de vanidad y sarcasmo. Fue la que le dijo a Uller que fue Laya quien destruyó la copa que mantenía a la nada. Es una enana, muy sospechosa pues cuando nadie la ve, se le salen sonrisas macabras y los ojos se le ponen rojos. Se descubrió que es una fiel servidora del espectro de göllnir y cuando laya trató de convencerla de no ir con él, fue absorbida por este. Yola, con el tiempo empecé a tener las venas de la cara más remarcadas dándole una coloración azul, finalmente, su última forma es la de una enana con cabello blanco, marcas y signos que brillan en su cara, fuego azul alrededor de ella y lanza electricidad. Después de haber reencerrrado al espectro, Yola regresa a su etapa de bondad. Yola fue secuestrada por trasgo cuando se hizo más poderoso, y la libero cuando unos guerreros pasaron su reto; a pesar de eso, Trasgo se enojó y se la llevó a su guarida donde se la comió aunque al parecer esto es un error ya que después se le ve celebrando con los guerreros su victoria. aparece en la tercera y cuarta temporada.

- Espectro de Göllnir: Fue el primer servidor de Mork, Göllnir fue derrotado por Uller y este lo encerró en la copa Asgaard, el espectro se hizo presente en Asgaard como niebla que inundo a está en un congelado periodo... La nada es el sinónimo del triunfo de Göllnir. Atacó a laya y la encerró en una celda de hielo que fue rota en el último episodio de la tercera temporada tras la primera contienda. Finalmente, al juntar todas las piezas de la copa fue encerrado, y de nuevo cuidado por uller. En un capítulo se vio que la niebla tomo la forma de una especie de hombre con solo dos ojos, ni nariz, boca ni orejas, parecido a un fantasma. Aparece en la tercera temporada.

## Objetos mágicos
- Copa Asgaard: Una enorme copa mágica con temas de dragón donde Uller encerró al Espectro de göllnir. Fue destruida por Yola al principio de la segunda temporada y en cada capítulo de la segunda temporada se va recuperando un fragmento.

Los 6 fragmentos se van recuperando en este orden:primero la base de la copa, segundo, el vaso o contenedor de la copa, tercero, el mango derecho de la copa, cuarto, el mango izquierdo de la copa, quinto, el sello de la copa y último, la tapa de la copa.
Tras recuperar el mango izquierdo de la copa esta tiene nuevamente la forma de una copa.
- Mascara de medusa: Una mascara basada en el monstruo mitológico medusa. Después de que en la segunda temporada Enolo recupera la vista, Freya usa la máscara de medusa para convertir a Yrm en una estatua de piedra. Enolo obtiene la máscara tras la última contienda de Freya y luego la destruye.
- Cetro de Mork: Es el bastón que Mork utiliza y que al final los guerreros usaron para destruirlo. en el especial de Navidad trasgo usaba este cetro

- Garra del mono: Aparece en la nueva temporada, Sadi la encuentra y lleva a trasgo hasta el, le va concediendo a trasgo deseos que hace que Laya, Yrm y Enolo se enfrenten a sus grandes temores, al final los guerreros usan el último deseo para deshacerse de los que pidió trasgo.

- Anillo del cambio: Trasgo encuentra el anillo que a quien atacara cambiarían de cuerpo, decidió utilizarla para divertirse y lo probo con laya pero al ser un hermoso cuerpo de hada lo devolvió y cambio con Enolo, pero al final Enolo decide cambiar el cuerpo con trasgo para evitar que siga haciendo maldades, y lo engaño y trasgo se convirtió en un cangrejo pero en el siguiente capítulo reaparece normalmente.

- La roka de la culpa: En esta tercera temporada trasgo la encuentra y afectaría a los que fueran valientes y de buen corazón perdieran la esperanza, la utilizó primero con los aldeanos, laya y enolo encontraron a yola y les dijo que se iba de asgaard pero la detuvieron y se dieron cuenta de que debían averiguar lo que pasaba.

```
   Trasgo se dio cuenta de que sadi estaba raro. Después laya perdió también la esperanza como yola y los aldeanos, ellos estaban              tristes, enolo también hiba a ser afectado pero de alguna manera no cambió de parecer, al final los guerreros llegan a la casilla final pero trasgo regresa para quitarles la victoria diciéndoles que el ganó, pero vio como Sadi se alejaba. 
```

Trasgo se dio cuenta de que SADI TIENE BUEN CORAZON con esto no tenía con quien festejar su victoria y arrojo la roka al pantano, laya y yola volvieron a la normalidad

## Lugares mágicos
""CUEVA"" está en la cañada y allí estaba encerrado mork antes de escapar y en la tercera temporada de allí sale uller. También se tragaba a los perdedores de las contiendas.
""MONTAÑAS"" allí yrm se quedó para cuidar los pedazos de la copa mientras encontraban los otros

## Producción
El hijo de Ricardo Salinas Pliego, Benjamín Salinas, debuta como productor y escritor de la idea original. Contó con la ayuda de diseño de Roberto González, Pablo Dávila y Pablo Azuela.

La televisión es muy cruel, porque si a la gente no le gusta su idea se va del aire.
Ricardo Salinas Pliego dirigiéndose a su hijo, Benjamín Salinas, idea original de Asgaard.

Parte de la idea es como un videojuego, agarramos un poco de fantasía de muchas películas que hemos visto, así como muchos programas de concursos, como El Juego de la Oca, pero el formato no se ha visto, sí es un programa de concursos pero con el fondo de fantasía.
Benjamín Salinas, idea original y productor de Asgaard.

Sobre la poca duración, la cual es común en los programas originales de TV Azteca, González afirma:

TV Azteca se arriesgó a un concepto diferente y ha creído en nosotros, la gente es la que tiene la última palabra.
Roberto González, productor de Asgaard.

## Crítica
Álvaro Cueva, periodista de espectáculos y crítico de televisión mexicano, comentó sobre el estreno de Asgaard:

La llegada de Asgaard es un notición porque puede significar el inicio de una nueva era tanto en TV Azteca como en una de las partes más fuertes de la industria de la televisión mexicana. [...]
[...] Luis Ibar (La academia), Fran Meric (Por fin el fin), Hernán Mendoza (Los Sánchez), Roberto Castañeda (Cambio de vida) y Marco Antonio Argueta (Apocalypto) se merecen un aplauso por sus actuaciones, y ni hablar de Magda Crisantes, Armando Gracia y Francisco Puente por su trabajo en libretos. Salirse del refrito no es cualquier cosa. [...]
[...] Aquí el detalle es apretar tuercas. Primero, impedir que a Asgaard lo corten o lo muevan como le ha pasado a tantos títulos recientes de TV Azteca.
Segundo, dulcificar y posicionar a los personajes de Asgaard para que no den miedo. Como corresponden a otra cultura, a ratos se ven medio fuertes.
Tercero, repetir la leyenda de Asgaard una y otra vez para que a la gente le quede clara su dinámica porque, de lo contrario, aquello va a acabar pareciendo una versión sádica de Gente con chispa cruz con El gran juego de la oca.
Cuarto, traducir a pesos el monto de las monedas de plata para ver si el juego conviene.
Quinto, hacer más visual el recorrido de los concursantes ilustrando desde un mapa.
Y sexto, hacer negocio con los personajes. ¿A sus hijos no les gustaría tener una muñeca de Laya (Fran Meric) o un casco de Yrm (Hernán Mendoza)?
Álvaro Cueva en su columna El Pozo de los Deseos Reprimidos en Milenio